# Kid Rock (album)
 (mai 2025).
Si vous disposez d'ouvrages ou d'articles de référence ou si vous connaissez des sites web de qualité traitant du thème abordé ici, merci de compléter l'article en donnant les références utiles à sa vérifiabilité et en les liant à la section « Notes et références ».

Kid Rock est le sixième album de l'artiste Kid Rock sorti le 11 novembre 2003. Il s'est vendu à plus d'un million d'exemplaires aux États-Unis. Il succède à l'album Cocky.

## Liste des morceaux
Les quinze pistes de cet album sont :
1. Rock N' Roll Pain Train
2. Cadillac Pussy (featuring Hank Williams, Jr.)
3. Feel Like Makin' Love
4. Black Bob
5. Jackson, Mississippi
6. Cold & Empty
7. Intro
8. Rock N' Roll
9. Hillbilly Stomp
10. I Am
11. Son Of Detroit
12. Do It For You
13. Hard Night For Sarah
14. Run Off To L.A.
15. Single Father